# کووری
کووری (به فرانسوی: Cuvry) یک کمون در فرانسه است که در Canton of Verny واقع شده‌است.

## خصوصیات
کووری ۵٫۴۴ کیلومترمربع مساحت و ۶۵۳ نفر جمعیت دارد و ۱۷۵ متر بالاتر از سطح دریا واقع شده‌است.